# Jean-François Jarrige

Jean-François Jarrige (1993)

Jean-François Jarrige (5 de agosto de 1940, Lourdes - 18 de noviembre de 2014, París) fue un arqueólogo francés especializado en arqueología del sur de Asia y sindhología. Obtuvo un doctorado de la Universidad de París en arqueología oriental. Llevó a cabo las excavaciones en Baluchistán, Mehrgarh y Pirak. En 2004, se convirtió en el director del Museo Guimet de París.

## Biografía
Jean-François Marie Charles Jarrige nació el 5 de agosto de 1940 en Lourdes, Altos Pirineos, Francia. Estudió en la École du Louvre, donde fue compañero de clase del futuro presidente francés Jacques Chirac.
Jarrige era un especialista en arqueología asiática, especialmente en el sur de Asia, al igual que su esposa, Catherine. La pareja fue responsable del descubrimiento en 1974 del asentamiento neolítico de Mehrgarh en Baluchistán, que ellos y su equipo excavaron continuamente desde entonces hasta 1986.
Jarrige fue director del Museo Guimet desde 1986 hasta 2004, cuando fue nombrado presidente del museo. Dirigió una importante revisión de la colección del museo en 2000-2001, reorganizándose según el lugar y el período de tiempo.[Como parte de su papel en el museo, también fue curador general de exposiciones especiales, como "Afganistán: Una historia milenaria" (Barcelona-París-Houston, 2001-2002) y "Afganistán: Tesoros encontrados en el Museo de Kabul" (diciembre de 2006 - abril de 2007) que presentaron hallazgos del sitio Tillya Tepe. Se retiró del cargo en 2008.
Su esposa Catherine también era arqueóloga que trabajaba con él en varios sitios. La pareja tuvo dos hijas. Jarrige murió el 18 de noviembre de 2014 en París después de una larga batalla contra el cáncer de estómago.

## Obras
- 1990 - La prehistoria y la civilización del Indo (editor)
- 1993 - Las primeras tradiciones arquitectónicas del gran valle del Indo vistas desde Mehrgarh, Baluchistán (editor)
- 1995 - Del Neolítico a la civilización de la antigua India: contribución de la investigación arqueológica en el noroeste del subcontinente indopakistaní